# 朱昌河大桥
朱昌河大桥是一座224米高的混凝土梁桥，位于贵州省六盘水市盘县，承载 沪昆高速跨过北盘江的支流朱昌河的峡谷。截至2015年，仍然是世界上桥面高度最高的十座刚构桥之一。